# Udo (Harsefeld)
Lothar Udo (meist nur Udo, historisch Luder Udo; gestorben 23. Juni 994 vor Stade) war Graf in Harsefeld.
Udo war ein Sohn von Graf Heinrich von Stade und Judith von Rheinfranken. Er kämpfte am 23. Juni 994 mit seinen Brüdern Heinrich und Siegfried bei Stade gegen Normannen und wurde dabei getötet.
Die Ehefrau ist nicht bekannt. Kinder waren mutmaßlich
- Heinrich, 997 Graf im Liesgau, nach 1002 Domherr in Hildesheim
- Udo, * vor 986, † nach 1040, 1013/33 Graf im Liesgau, 1020 Graf im Rittigau; ⚭ Bertrada aus Schwaben